# 마리아 레사
마리아 레사(Maria Ressa, 1963년 10월 2일 ~ )는 필리핀의 언론인으로, 2021년에 드미트리 무라토프와 공동으로 노벨 평화상을 수상했다.

## 같이 보기
- 노벨상 수상자 목록